# Mechem NTW-20
Mechem NTW-20 (Denel NTW-20) — крупнокалиберная снайперская винтовка, разработанная в фирме Aerotek и производимая отделением Mechem южноафриканской фирмы Denel.
Разработан конструктором Тони Неофиту (Anthony Neophytou) в начале 1990-х годов в фирме Aerotek. Позднее права на винтовку перешли компании Mechem, а Тони Неофиту стал её президентом.
Предназначена для борьбы с приоритетными целями: ракетными комплексами, спутниковыми антеннами, радиолокационными станциями, самолётами и вертолётами на стоянках, легкобронированной техникой.

## Описание
Система перезаряжания — ручная, с продольно-скользящим затвором. Магазин на 3 патрона присоединяется с левой стороны.
В комплект входят два сменных ствола. Первый предназначен для стрельбы патронами 20 × 83,5 мм со следующими типами снарядов: ОФЗ (HEI), ОФЗ-Т (HEI-T), БР (SAPHEI) и Учебным (Practice). Масса снаряда 0,112 кг, дульная энергия 29,03 кДж. Второй ствол комплекта предназначен для стрельбы патронами 14,5 × 114 мм с бронебойно-зажигательной и бронебойно-зажигательной трассирующей пулями. Патроны 20 × 83,5 мм выпускаются компанией PMP/Denel.
В качестве альтернативы в последней модификации оружия используется ствол под более мощный патрон калибра 20 × 110 мм (Hispano-Suiza), который, однако, не предназначен для замены на другой калибр. В этом случае дульная энергия 37 кДж.
Для снижения отдачи разработан откатный механизм, включающий амортизатор, расположенный внутри приклада, который гасит отдачу ствола, и гидравлический демпфер. Кроме того, для уменьшения отдачи имеются дульный тормоз и резиновый амортизатор на тыльной стороне приклада.
Винтовка имеет двуногую сошку, стрельба осуществляется только с неё.
Прицельные приспособления — 8-кратный оптический прицел.
Для переноски винтовка разбирается и упаковывается в два тюка массой 12—15 кг.